# Sing Me to Sleep
«Sing Me to Sleep» — пісня норвезького продюсера і ді-джея Алана Вокера. Вокалісткою стала Ізелін Солгейм. Сингл вийшов на комерційній основі 3 червня 2016 року. Після виходу, запис, звичайно, прокоментували музичні критики, з кількома зауваженнями подібності зі стилем свого попередника, «Faded».

## Сертифікації
| Регіон | Сертифікація  | Продажі |
| --- | ------------- | ------- |
| Австралія (ARIA) | Золотий       | 35 000  |
| Австрія (IFPI Austria) | Золотий       | 15 000  |
| Канада (Music Canada) | Золотий       | 40 000  |
| Німеччина (BVMI) | Платиновий    | 400 000 |
| Італія (FIMI) | Золотий       | 25 000  |
| Мексика (AMPROFON) | Золотий       | 30 000* |
| Норвегія (IFPI Norway) | 6× Платиновий | 240 000 |
| Польща (ZPAV) | Діамантовий   | 100 000 |
| Швеція (IFPI Sweden) | 3× Платиновий | 120 000 |
| Швейцарія (IFPI Switzerland) | Платиновий    | 30 000  |
| *продажі, що базуються лише на сертифікаціях · ^відвантаження, що базуються лише на сертифікаціях · продажі+прослуховування, що базуються лише на сертифікаціях |               |         |